# Carmen Ruiz Hervías
Carmen Ruiz Hervías (ur. 17 listopada 1967 w Madrycie) – hiszpańska szpadzistka, złota medalistka mistrzostw świata.
Podczas mistrzostw świata w Atenach Hiszpanki w składzie: Taymi Chappé, Rosa María Castillejo, Carmen Ruiz Hervías i Cristina de Vargas zdobyły złoty medal w zawodach drużynowych. Była też między innymi piąta drużynowo na mistrzostwach świata w La Chaux-de-Fonds (1998).
Nigdy nie wzięła udziału w igrzyskach olimpijskich.